# Finhaut
Finhaut (toponimo francese) è un comune svizzero di 419 abitanti del Canton Vallese, nel distretto di Saint-Maurice.

## Geografia fisica

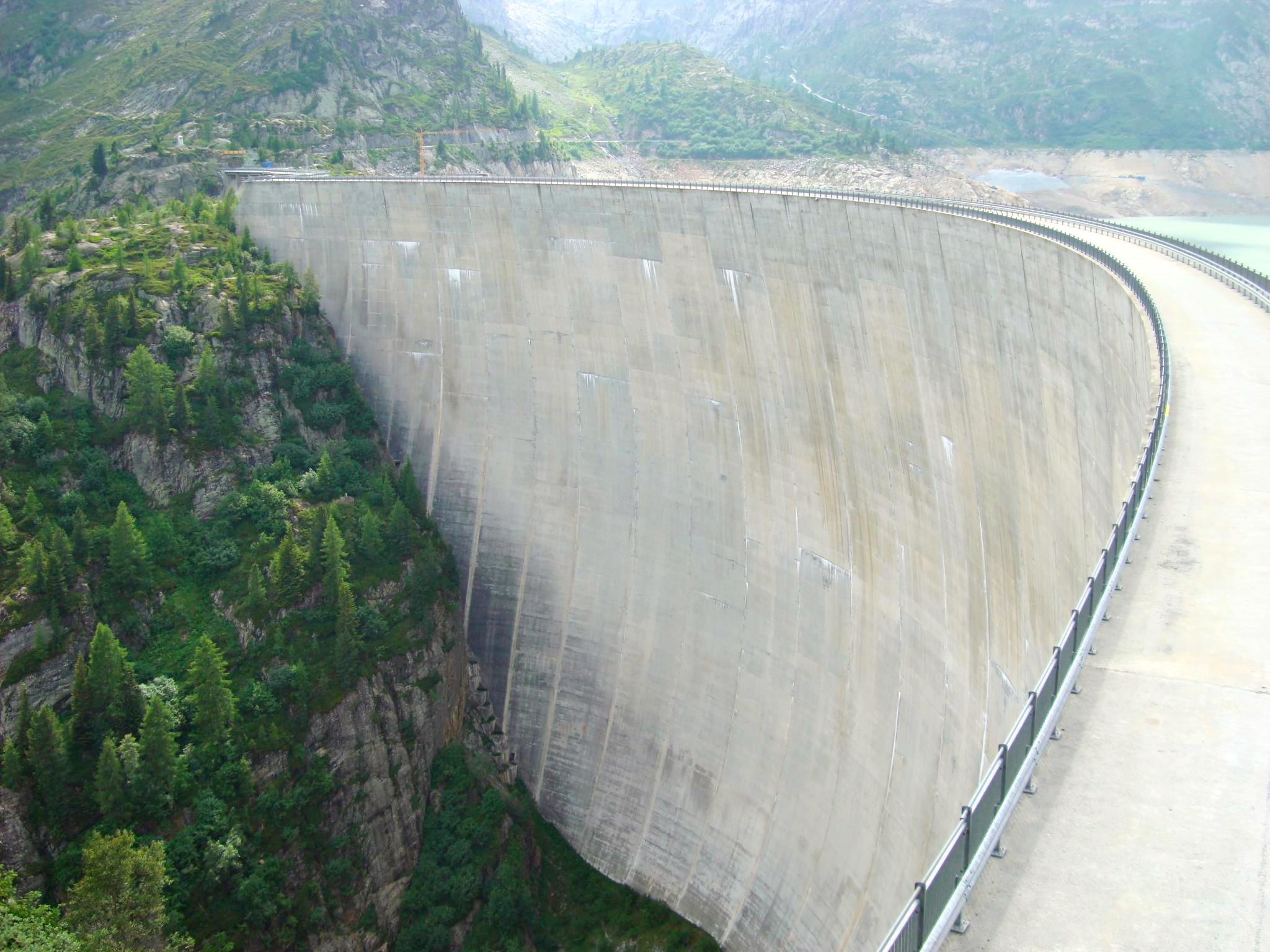
La diga d'Émosson

Il territorio comunale comprende le dighe d'Émosson, che forma il lago d'Émosson, e del Vieux Émosson, che forma il lago del Vieux Émosson.

## Monumenti e luoghi d'interesse
- Chiesa parrocchiale cattolica di Nostra Signora dell'Assunzione e San Sebastiano, eretta nel 1638 e ricostruita nel 1928-1929[1].

## Società

### Evoluzione demografica
L'evoluzione demografica è riportata nella seguente tabella:
Abitanti censiti

## Infrastrutture e trasporti

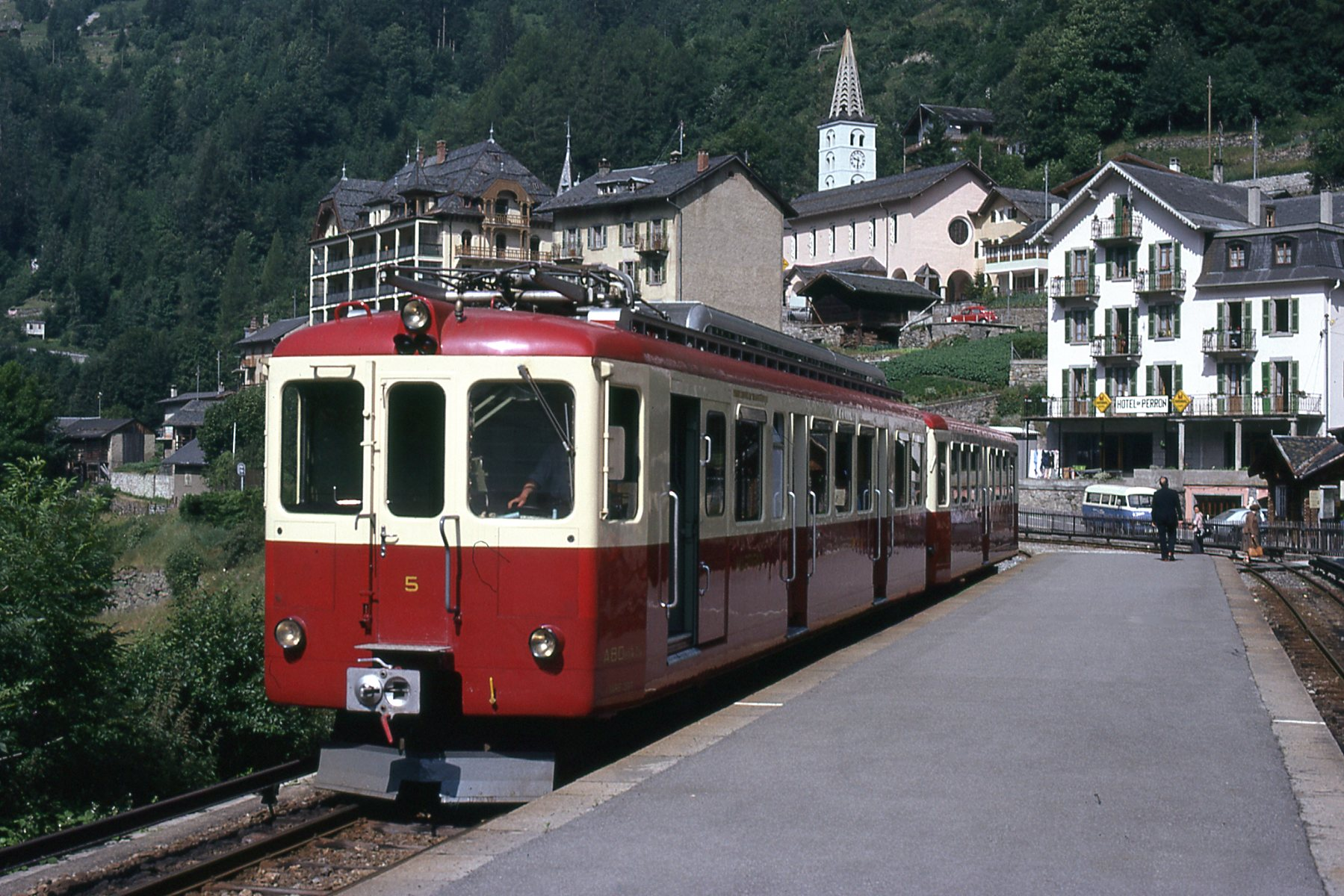
La stazione di Finhaut

Finhaut è servito dall'omonima stazione, sulla ferrovia Martigny-Châtelard.

## Amministrazione
Ogni famiglia originaria del luogo fa parte del cosiddetto comune patriziale e ha la responsabilità della manutenzione di ogni bene ricadente all'interno dei confini del comune.

## Sport
Finhaut ha ospitato l'arrivo della 17ª tappa del Tour de France 2016.